# Alfredo Maria Garsia
Alfredo Maria Garsia (* 14. Januar 1928 in Aùsta; † 4. Juni 2004 ebenda) war Bischof von Caltanissetta.

## Leben
Alfredo Maria Garsia empfing am 1. Juli 1951 die Priesterweihe.
Paul VI. ernannte ihn am 21. Dezember 1973 zum Bischof von Caltanissetta. Der Erzbischof von Palermo, Salvatore Kardinal Pappalardo, weihte ihn am 2. Februar des nächsten Jahres zum Bischof; Mitkonsekratoren waren Calogero Lauricella, Erzbischof von Syrakus, und Francesco Monaco, Altbischof von Caltanissetta.
Am 2. August 2003 nahm Papst Johannes Paul II. seinen altersbedingten Rücktritt an.